# Pseudostheneboea aberrans
Pseudostheneboea aberrans är en insektsart. Pseudostheneboea aberrans ingår i släktet Pseudostheneboea och familjen Phasmatidae.

## Underarter
Arten delas in i följande underarter:
- P. a. emiri
- P. a. aberrans